# Mohamed Sobhy
Mohamed Sobhy  (ur. 30 sierpnia 1981 w Ismailii) – piłkarz egipski grający na pozycji bramkarza.

## Kariera klubowa
Piłkarską karierę Sobhy rozpoczął w klubie Ismaily SC z rodzinnej Ismailii. W barwach tego klubu zadebiutował w 2000 w pierwszej lidze i już w sezonie 2001/2002 stał się pierwszym bramkarzem. Wtedy też osiągnął największy, jak do tej pory, sukces w karierze - wywalczył pierwsze od 11 lat mistrzostwo dla Ismaily. Następnie grał w takich klubach jak: Smouha SC (2014-2015), ponownie Ismaily (2015-2017), Misr Lel-Makkasa SC (2017-2018) i El Dakhleya SC (2018-2020). W 2020 wrócił do Ismaily.

## Kariera reprezentacyjna
W 2008 Sobhy został powołany przez Hassana Shehata do reprezentacji Egiptu na Puchar Narodów Afryki 2008, gdzie był bramkarzem po Essamie El-Hadary'm i Mohamedzie Abdelu Monsefie.